# راشد بن علي حسن الخاطر
راشد بن علي حسن الخاطر دبلوماسي قطري، من مواليد الدوحة في العام 1958م، هو السفير الحالي لدولة قطر لدى بلغاريا، أنهى دراسته الجامعية في الولايات المتحدة الأمريكية عام 1984م ثم التحق بالعمل في وزارة الخارجية فدخل السلك الدبلوماسي وأكتسب خبرات متراكمة طوال فترة الخدمة الطويلة وتحصّل على درجة سفير عام 2007م، كما أنه شارك في عدد من المؤتمرات والاجتماعات الدولية والإقليمية وكان سفيراً لدولة قطر لدى عدد من الدول الأخرى. 

## المؤهلات العلمية
بكالوريوس علوم سياسية وعلم اجتماع من الولايات المتحدة الأمريكية عام 1984م.

## الخبرات المهنية
- عُيّن بديوان عام الوزارة بوظيفة سكرتير ثالث اعتباراً من 1-1-1985م.
- عمل بإدارة المنظمات والمؤتمرات الدولية خلال الفترة من 1-1-1985م إلى 10-2-1986م.
- عمل بالإدارة السياسية خلال الفترة من 11-2-1986م إلى 5-8-1986م.
- عمل بسفارة دولة قطر في مسقط خلال الفترة من 6-8-1986م إلى 29-3-1987م.
- عمل بإدارة الشؤون القنصلية والاقتصادية والثقافية خلال الفترة من 30-3-1987م إلى 30-7-1990م.
- عمل بالقنصلية العامة لدولة قطر في مومباي خلال الفترة من 31-7-1990م وحتى 9-5-1991م.
- عمل بالإدارة السياسية خلال الفترة من 6-7-1991م إلى 3-9-1993م.
- عمل بسفارة دولة قطر في بون خلال الفترة من 4-9-1993م إلى 27-5-1997م.
- عمل بالوفد الدائم لدولة قطر في نيويورك خلال الفترة من 5-9-1997م إلى 25-8-1998م.
- عمل بإدارة الشؤون الأوروبية والأمريكية خلال الفترة من 26-8-1998م إلى 6-6-2002م.
- عمل بسفارة دولة قطر في واشنطن خلال الفترة من 7-6-2002م إلى 16-11-2004م.
- قنصلاً عاماً لدولة قطر في هيوستن خلال الفترة من 17-11-2004م إلى 10-7-2007م.[3]
- سفيراً لدولة قطر لدى سنغافورة خلال الفترة من 14-10-2007م إلى 24-6-2013م.
- عمل بمكتب سعادة مساعد الوزير للشؤون الخارجية من يناير 2014م- إلى أغسطس 2016م.
- سفير دولة قطر لدى جمهورية بلغاريا منذ العام 2016م، وما زال.[4]